# Chapsa microspora
Chapsa microspora је врста лишаја из породице Graphidaceae. Пронађена у Бразилу, као нова за науку описана 2011.